# Shorea pachyphylla
Shorea pachyphylla är en tvåhjärtbladig växtart som beskrevs av Ridley och Symington. Shorea pachyphylla ingår i släktet Shorea och familjen Dipterocarpaceae. Inga underarter finns listade i Catalogue of Life.